# Doliocarpus leiophyllus
Doliocarpus leiophyllus är en tvåhjärtbladig växtart som beskrevs av Kubitzki. Doliocarpus leiophyllus ingår i släktet Doliocarpus och familjen Dilleniaceae. Inga underarter finns listade i Catalogue of Life.